# Daniele Liotti (Schauspieler)
Daniele Liotti (* 1. April 1971 in Rom) ist ein italienischer Filmschauspieler. 
In Italien machte Liotti zunächst mit Rollen in Komödien das Publikum auf sich aufmerksam. Mit Bidoni und Cresceranno i carciofi a Mimongo sah man ihn 1996 in relativ kurzen Abständen zweimal auf der Kinoleinwand. Nach den beiden Engagements folgten eine Reihe von Komödien in Kino und Fernsehen. Seine erste dramatische Rolle übernahm er 1998 in dem argentinischen Spielfilm Oltre la giustizia. 
Liotti spielte eine Nebenrolle in der deutsch-britisch-amerikanischen Miniserie Doktor Schiwago, 2006 spielte er an der Seite von Max von Sydow und Dolph Lundgren die Hauptrolle in dem aufwendigen TV-Zweiteiler Das Ende der Götter. Der Film, der in Deutschland nur in ein seiner gekürzten Kinofassung auf DVD erhältlich ist, erzählt die Geschichte eines römischen Soldaten, der von Kaiser Tiberius nach Jerusalem gesandt wird, um den Tod eines gewissen Jesus von Nazareth zu untersuchen.

## Filmographie (Auswahl)
- 1996: Bidoni
- 1996: Cresceranno i carciofi a Mimongo
- 1998: Oltre la giustizia
- 2002: Doktor Schiwago
- 2014: Entschuldige, ich liebe Dich!
- 2006: Das Ende der Götter (L’inchiesta)
- 2017: Die Bergpolizei – Ganz nah am Himmel (Fernsehserie)
- 2019: Duisburg – Linea di sangue